# Биографический метод в психологии
Биографические методы в психологии (ново-греч. βιογραφία — жизнеописание от др.-греч. βίος — жизнь, γράφω — пишу) — способы исследования, диагностики, коррекции и проектирования жизненного пути личности. Биографические методы начали разрабатываться в первой четверти XX века (Н. А. Рыбников, Ш. Бюлер). Современные биографические методы основаны на изучении личности в контексте истории и перспектив развития её индивидуального бытия. Использование биографических методов предполагает получение информации, источником которой являются автобиографические методики (опросники, интервью, спонтанные и спровоцированные автобиографии), свидетельства очевидцев, контент-анализ дневников, писем и т. п.
В двадцатом веке ленинградский учёный и психолог Б. Г. Ананьев положил начало развитию биографического метода в современной психологической науке. Его последователь и ученица Н. А. Логинова продолжает теоретическое и практическое исследование метологических основ биографического метода в психологии. Известен её труд "Психобиографический метод исследования и коррекции личности", изданный при Казахском Национальном университете имени аль-Фараби.